# نورث کیپ می (نیوجرسی)
نورث کیپ می (به انگلیسی: North Cape May) یک منطقهٔ مسکونی در ایالات متحده آمریکا است که در شهرستان کیپ می، نیوجرسی واقع شده‌است. نورث کیپ می ۳٫۸۷۰ کیلومتر مربع مساحت و ۳٬۲۲۶ نفر جمعیت دارد و ۴ متر بالاتر از سطح دریا واقع شده‌است.